# Gykių Vaitkūnų pelkė
Gykių Vaitkūnų pelkė este o arie protejată (sit de importanță comunitară — SCI) din Lituania întinsă pe o suprafață de 95,7 ha, integral pe uscat.

## Localizare
Centrul sitului Gykių Vaitkūnų pelkė este situat la coordonatele 55°43′35″N 25°22′08″E / 55.7264°N 25.3689°E.

## Înființare
Situl Gykių Vaitkūnų pelkė a fost declarat sit de importanță comunitară în august 2016 pentru a proteja un număr necunoscut de specii din flora spontană și fauna sălbatică aflate în arealul zonei.

## Biodiversitate
Situată în ecoregiunea boreală, aria protejată conține 2 habitate naturale: Taiga vestică, Mlaștini împădurite.
La baza desemnării sitului se află un număr nedeclarat de specii protejate.